# Amapaense (Amapá állam) labdarúgó-bajnokság (első osztály)
A Campeonato Amapaense de Futebol, a brazíliai Amapá állam labdarúgó bajnoksága. A rendezvényt 1944 óta szervezi az állam labdarúgó-szövetsége, a FAF.
A bajnokságot 1991 óta professzionális csapatok alkotják, szám szerint 9. Két fordulóban döntik el a bajnoki cím sorsát. Az első körben, minden csapat egyszer mérkőzik meg egymással, majd az első négy helyezett oda-visszavágós alapon játszik tovább a bajnoki trófeáért. Általában az utolsó helyezett búcsúzik az első osztálytól és a 2ª Divisão-ban folytatja a következő évben.
Az állami bajnokság győztese kvalifikálja magát az országos bajnokság negyedik vonalába, indulhat a Copa do Brasil sorozatában, valamint szerepelhet az Északi- és Közép-Nyugati régió által szervezett Copa Verde kupában is.
Amapá az ország egyik legszegényebb és legritkábban lakott állama, így a labdarúgó-bajnokságok létrehozása is komoly kihívás elé állítja a szövetséget, akiknél többször is előfordult, hogy évente más szisztéma alapján bonyolítják le a küzdelmeket.

## Az eddigi győztesek

### Amatőr időszak
Federação Amapaense de Futebol (FAF)
| Év   | Bajnok                     | Második                |
| ---- | -------------------------- | ---------------------- |
| 1944 | Panair * (1) (Macapá)      |                        |
| 1945 | Amapá (1) (Macapá)         |                        |
| 1946 | Macapá (2) (Macapá)        |                        |
| 1947 | Macapá (3) (Macapá)        |                        |
| 1948 | Macapá (4) (Macapá)        |                        |
| 1949 | Oratório (1) (Macapá)      |                        |
| 1950 | Amapá (2) (Macapá)         |                        |
| 1951 | Amapá (3) (Macapá)         |                        |
| 1952 | Trem (1) (Macapá)          |                        |
| 1953 | Amapá (4) (Macapá)         |                        |
| 1954 | Macapá (5) (Macapá)        |                        |
| 1955 | Macapá (6) (Macapá)        |                        |
| 1956 | Macapá (7) (Macapá)        |                        |
| 1957 | Macapá (8) (Macapá)        |                        |
| 1958 | Macapá (9) (Macapá)        |                        |
| 1959 | Macapá (10) (Macapá)       |                        |
| 1960 | Santana (1) (Santana)      |                        |
| 1961 | Santana (2) (Santana)      |                        |
| 1962 | Santana (3) (Santana)      |                        |
| 1963 | CEA (1) (Macapá)           |                        |
| 1964 | Juventus (1) (Macapá)      |                        |
| 1965 | Santana (4) (Santana)      |                        |
| 1966 | Juventus (2) (Macapá)      |                        |
| 1967 | Juventus (3) (Macapá)      |                        |
| 1968 | Santana (5) (Santana)      |                        |
| 1969 | Macapá (11) (Macapá)       |                        |
| 1970 | São José (1) (Macapá)      |                        |
| 1971 | São José (2) (Macapá)      |                        |
| 1972 | Santana (6) (Santana)      | São José (Macapá)      |
| 1973 | Amapá (5) (Macapá)         | Guarany (Macapá)       |
| 1974 | Macapá (12) (Macapá)       |                        |
| 1975 | Amapá (6) (Macapá)         |                        |
| 1976 | Ypiranga (1) (Macapá)      | Santana (Macapá)       |
| 1977 | Guarany (1) (Macapá)       |                        |
| 1978 | Macapá (13) (Macapá)       |                        |
| 1979 | Amapá (7) (Macapá)         |                        |
| 1980 | Macapá (14) (Macapá)       |                        |
| 1981 | Macapá (15) (Macapá)       | Independente (Santana) |
| 1982 | Independente (1) (Santana) | Macapá (Macapá)        |
| 1983 | Independente (2) (Santana) |                        |
| 1984 | Trem (2) (Macapá)          |                        |
| 1985 | Santana (7) (Santana)      |                        |
| 1986 | Macapá (16) (Macapá)       |                        |
| 1987 | Amapá (8) (Macapá)         |                        |
| 1988 | Amapá (9) (Macapá)         |                        |
| 1989 | Independente (3) (Santana) |                        |
| 1990 | Amapá (10) (Macapá)        |                        |

### Professzionális időszak
| Év   | Bajnok                     | Második                |
| ---- | -------------------------- | ---------------------- |
| 1991 | Macapá (17) (Macapá)       | Amapá (Macapá)         |
| 1992 | Ypiranga (2) (Macapá)      | Trem (Macapá)          |
| 1993 | São José (3) (Macapá)      | Amapá (Macapá)         |
| 1994 | Ypiranga (3) (Macapá)      | Macapá (Macapá)        |
| 1995 | Independente (4) (Santana) | Cristal (Macapá)       |
| 1996 | nem rendezték meg          | nem rendezték meg      |
| 1997 | Ypiranga (4) (Macapá)      | São José (Macapá)      |
| 1998 | Aliança (1) (Santana)      | Amapá (Macapá)         |
| 1999 | Ypiranga (5) (Macapá)      | Aliança (Santana)      |
| 2000 | Santos (1) (Macapá)        | Mazagão (Mazagão)      |
| 2001 | Independente (5) (Santana) | São José (Macapá)      |
| 2002 | Ypiranga (6) (Macapá)      | Independente (Santana) |
| 2003 | Ypiranga (7) (Macapá)      | Independente (Santana) |
| 2004 | Ypiranga (8) (Macapá)      | São José (Macapá)      |
| 2005 | São José (4) (Macapá)      | Amapá (Macapá)         |
| 2006 | São José (5) (Macapá)      | Amapá (Macapá)         |
| 2007 | Trem (3) (Macapá)          | Cristal (Macapá)       |
| 2008 | Cristal (1) (Macapá)       | São José (Macapá)      |
| 2009 | São José (6) (Macapá)      | Santana (Santana)      |
| 2010 | Trem (4) (Macapá)          | Santana (Santana)      |
| 2011 | Trem (5) (Macapá)          | Santos (Macapá)        |
| 2012 | Oratório (2) (Macapá)      | Ypiranga (Macapá)      |
| 2013 | Santos (2) (Macapá)        | Macapá (Macapá)        |
| 2014 | Santos (3) (Macapá)        | São Paulo (Macapá)     |
| 2015 | Santos (4) (Macapá)        | Trem (Macapá)          |
| 2016 | Santos (5) (Macapá)        | Trem (Macapá)          |
| 2017 | Santos (6) (Macapá)        | Macapá (Macapá)        |
| 2018 | Ypiranga (9) (Macapá)      | Santos (Macapá)        |

## Legsikeresebb csapatok
| Csapat       | Város   | Bajnok |
| ------------ | ------- | --- |
| Macapá       | Macapá  | 17 (1944, 1946, 1947, 1948, 1954, 1955, 1956, 1957, 1958, 1959, 1969, 1974, 1978, 1980, 1981, 1986, 1991) |
| Amapá        | Macapá  | 10 (1945, 1950, 1951, 1953, 1973, 1975, 1979, 1987, 1988, 1990)                                           |
| Ypiranga     | Macapá  | 9 (1976, 1992, 1994, 1997, 1999, 2002, 2003, 2004, 2018)                                                  |
| Santana      | Santana | 7 (1960, 1961, 1962, 1965, 1968, 1972, 1985)                                                              |
| Santos       | Macapá  | 6 (2000, 2013, 2014, 2015, 2016, 2017)                                                                    |
| São José     | Macapá  | 6 (1970, 1971, 1993, 2005, 2006, 2009)                                                                    |
| Independente | Santana | 5 (1982, 1983, 1989, 1995, 2001)                                                                          |
| Trem         | Macapá  | 5 (1952, 1984, 2007, 2010, 2011)                                                                          |
| Juventus     | Macapá  | 3 (1964, 1966, 1967)                                                                                      |
| Oratório     | Macapá  | 2 (1949, 2012)                                                                                            |
| CEA          | Macapá  | 1 (1963)                                                                                                  |
| Guarany      | Macapá  | 1 (1977)                                                                                                  |
| Aliança      | Santana | 1 (1998)                                                                                                  |
| Cristal      | Macapá  | 1 (2008)                                                                                                  |